# Monodelphis unistriata
Monodelphis unistriata e вид опосум от семейство Didelphidae.

## Географско разпространение
Обитава части от щата Сао Пауло, Бразилия и провинция Мисионес, Аржентина.

## Хранене
Видът е слабо проучен. Предполага се, че представителите му консумират насекоми и малки гръбначни. Почти нищо не е известно за неговото местообитание и поведение.